# Phare Campana
Le phare Campana (en espagnol : Faro Campana)  ou phare de Punta Mercedes est un phare actif situé sur Punta Mercedes (es) (département de Deseado), dans la Province de Santa Cruz en Argentine.
Il est géré par le Servicio de Hidrografía Naval (SHN) de la marine .

## Histoire
Le premier phare a été mis en service le 30 mars 1928 sur un secteur de la côte pour marquer la présence un îlot rocheux dangereux, comme le phare de Cabo Guardián. 
En novembre 1974, à cause de son oxydation et de la corrosion, il a été remplacé par une nouvelle structure métallique . Il est situé dans une réserve naturelle ( Reserva natural provincial intangible Bahía Laura)

## Description
Ce phare  est un tour pyramidale métallique à claire-voie, avec une galerie et une lanterne de 26 m de haut. La tour est peinte en noire. Son feu à secteurs émet, à une hauteur focale de 50 m, deux éclats blancs et rouges, selon secteurs, par période de 16 secondes. Sa portée est de 11.3 milles nautiques (environ 21 km) pour le feu blanc et 9.3 milles nautiques (environ 17 km) pour le feu rouge.
Identifiant : ARLHS : ARG-027 - Amirauté : G1156 - NGA : 110-19952.
|          |
| Le phare |

|                     |
| Manchot de Magellan |

### Lien connexe
- Liste des phares d'Argentine